# 提牢廳
提牢廳是清代刑部的一個部門，負責稽察南北監，管理更夫禁卒各項事件。司獄南北兩監各員，輪流該班，五日一換，管理犯人病，給醫藥，夏備蒼朮、冰水，冬備蘿蔔、薑湯，支領囚衣。設滿、漢提牢官各一缺，例由本部於滿、漢試俸主事及額外主事內揀選正陪帶領引見補授。一年期滿，試俸者作為實俸，額外者咨部題請實缺，每月飯銀六十四兩。